# Hydraena sanfilippoi
Hydraena sanfilippoi är en skalbaggsart som först beskrevs av Audisio och De Biase 1995.  Hydraena sanfilippoi ingår i släktet Hydraena och familjen vattenbrynsbaggar. Inga underarter finns listade i Catalogue of Life.